# Щорс (опера)
«Щорс» (известна также под названием «Полководец») — опера Бориса Лятошинского, написана в 1938 году и впервые поставлена в Киевском оперном театре. Либретто И. Кочерги и М. Рыльского.

## Краткая характеристика
Главным героем оперы украинского композитора стал Николай Щорс, военный деятель родом с Житомирщины, принимавший активное участие в революции на Украине и погибший в бою против войск галицкой армии.
Опера состоит из 5 действий. В опере преобладает сквозное развитие, только главный герой имеет две арии — в первом и четвёртом действиях. По признанию самого автора преобладает народно-песенный материал. Использована также система лейтмотивов, среди которых важнейший — самого Щорса.

## Сюжет

### Действие первое
Крестьяне встречаются со Щорсом. Щорс поет арию, в которой уверяет собравшихся, что «Ведет нас мудрый Ленин к цели» и призывает крестьян присоединяться к силовым действиям.

### Действие второе
В полуразрушенном барском доме, где размещен лазарет для больных, украинский военный Запара говорит фельдшеру о необходимости остановить большевистских агрессоров. Запара выходит, и на его месте появляется Щорс с соратниками — они обсуждают проблемы снабжения, Щорс выражает обеспокоенность большим количеством больных.

### Действие третье
Красноармеец Григорий агитирует крестьян перейти на сторону Ленина. Вдруг появляются немецкий офицер и с помощью солдат задерживает Грица. Однако вскоре приходит отряд красноармейцев, которые заставляют немецких и украинских солдат отступить.

### Действие четвертое
Соратник Щорса Лия жалуется на то, что Петлюра готов «продать интервентам» народ и прославляет имя Ленина. Вскоре появляется Щорс, который вместе с Лениным прославляет также Сталина и призывает готовить наступление на Киев.

### Действие пятое
В центре внимания Щорс и его соратники, ведущие борьбу против украинских войск. В этом бою Щорс погибает со словами «Вперед, богунцы, наша победа. Ленин…», после чего хор жалобно поет «Казака несут и коня ведут». Во второй картине тело полководца отправляют на грузовике под звуки богунской песни.

## Ссылка
- либретто оперы со вступительными статьями.